# Claudiano Mamerto
Claudiano Mamerto, (Vienne, comienzos del siglo V d. C - 473 d. C.) teólogo galorromano hermano de San Mamerto, obispo de Vienne.
Nació sin duda en la villa de Vienne, en Galia, cerca de Lyon, a comienzos del siglo V d. C. y murió después de 470, quizá en 473. Se piensa que hizo sus estudios en Lyon. De buena e importante familia, renunció a sus bienes terrenales por la vida monástica; ayudó a su hermano, que era obispo de Vienne y lo nombró presbítero; Sidonio Apolinar lo describe como maestro de canto dirigiendo los Salmos: "Psalmorum hic modulator et phonascus ante altaria fratre gratulante instructas docuit sonare classes" (Epist., IV, XI, 6; V, 13-15), importante pasaje para la historia del canto litúrgico. En este mismo epigrama, que es epitafio de Claudiano Mamerto, Sidonio informa de que compuso un Leccionario o colección de pasajes de las Sagradas Escrituras para leerse en ciertas celebraciones durante el año. Escribió también los tres libros De statu animae o Sobre el Estado del Alma entre 468 y 472 para combatir las ideas de Fausto, obispo de Riez, departamento de Bajos Alpes, sobre la corporeidad del alma. Demuestra conocer a Platón quizá directamente del griego, a Porfirio y, especialmente, Plotino y Agustín de Hipona, cuyos argumentos utiliza, aunque utiliza un método peripatético y ya escolástico. Reaccionó contra el semipelagianismo en Galia hacia fines del siglo V, y fue precursor del Escolasticismo, anticipándose al sistema de Roscelin y Pedro Abelardo. Su método lógico fue analizado por Berengario de Tours, Nicolás de Clairvaux, secretario de San Bernardo y Ricardo de Fournival.
Usa un abundante vocabulario abstracto y arcaísmos, pues gustaba de revivir palabras obsoletas, autorizando la imitación de Nevio, Plauto, Varrón y Graco, si bien su familiaridad con estos autores fue a través de las citas de los gramáticos y de las obras de Lucio Apuleyo, que leyó con avidez. Esta mezcla le hizo llamarlo "antiguo moderno" a su amigo Sidonio Apolinar (Epist., IV, III, 3).
Se le han atribuido erróneamente algunos poemas que son en realidad de Venancio Fortunato, Paulino de Nola, Claudio Claudiano y Merobaudes.

## Fuente
- Enciclopedia Católica